# 中国人民解放军海军军医大学

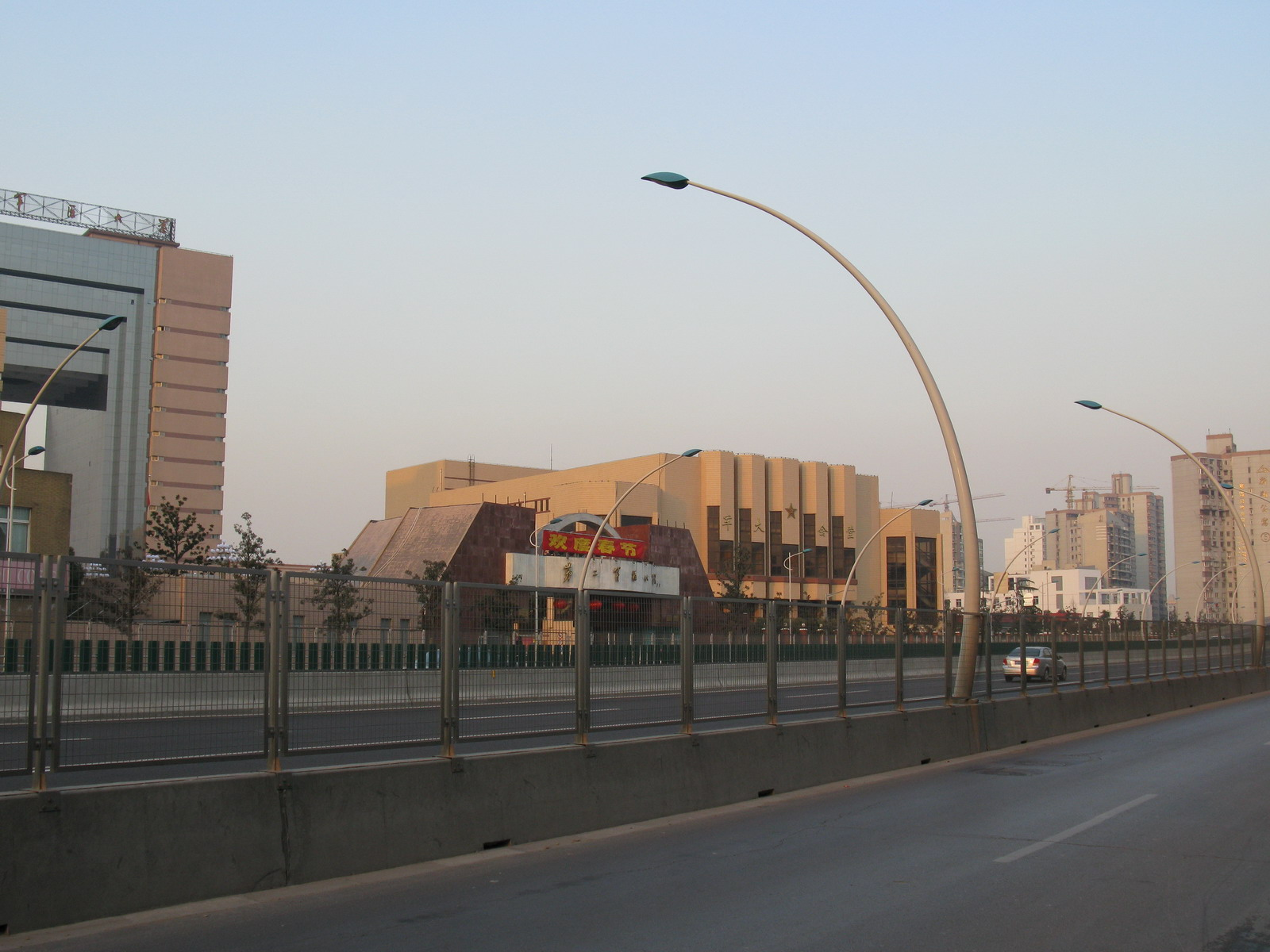
中国人民解放军第二军医大学校园

中国人民解放军海军军医大学，简称海军军医大学，对外又称中国人民解放军第二军医大学（简称“二军大”），位于上海市杨浦区翔殷路800号，隶属中国人民解放军海军。

## 沿革
第二军医大学
- 1947年2月，华东军区、第三野战军卫生部医学院在山东省沂源县曹庄成立，华东野战军卫生部部长崔义田兼任院长，副部长李振湘兼任副院长。教师是从部队选调的接受过高等医学教育并具备实践经验的医务干部以及从国统区来参加革命的医学专家。当时有学员61人，大多是从上海市、南京市、江苏省、山东省等地来到解放区的知识青年。学院成立后，随军辗转山东省、河北省、河南省、安徽省、江苏省、上海市[1]。
- 1949年1月，淮海战役结束后，华东军区、第三野战军党委决定招生办学。1949年3月。由第三野战军前方卫生部和华东医学院抽调干部组成了招生组，在江苏省扬州市设华东医务干部学校，不久更名为华东医学院，共招收800余名新生。1949年6月，学院迁到江苏省苏州市沧浪亭[1]。
- 1949年5月，上海战役结束，中国人民解放军上海市军事管制委员会军事接管委员会派员进驻上海江湾五角场的原国防医学院，接管国防医学院校舍及联勤第二总医院的全部设备和院长等工作人员475人。华东军区后勤卫生部随即奉华东军区司令员陈毅的指示，派向进等人组成华东军区人民医学院筹备处，通知招收未随国防医学院赴台湾的国防医学院教师和医生，并从地方招聘了一批专家，组成华东军区人民医学院的师资队伍。同时将联勤第二总医院改编成附属医院。1949年8月，华东医学院全体师生员工自苏州迁至上海，与华东军区人民医学院筹备处、华东军区后勤卫生部医务干部轮训队、华东野战军卫生部医学院干部及学员合并。1949年9月12日，华东军区人民医学院正式成立并举办开学典礼。华东军区人民医学院由华东军区后勤卫生部部长崔义田兼任院长，副部长李振湘兼任副院长，向进任教育长。学院隶属华东军区后勤部[1]。
- 1950年10月，中央军委命令，将华东军区人民医学院命名为中央人民政府人民革命军事委员会上海军医大学，隶属中央人民政府人民革命军事委员会总后方勤务部，校名由华东军区政治部主任舒同题写[1]。

- 1951年7月9日，中央军委正式命名为中国人民解放军第二军医大学[2]。
- 1964年初，陈毅为学校题写校名和校刊刊名[1]。
- 1969年8月29日，正值“文化大革命”期间，军委办事组批准中国人民解放军总后勤部党委《关于医科院校调换校址的报告》，第二军医大学于1969年10月奉命迁到陕西省西安市长乐路中国人民解放军第四军医大学原校址。1975年7月，第二军医大学经中央军委批准迁回上海原校址[1]。
- 1999年，中国人民解放军海军医学高等专科学校、中国人民解放军第四一四医院并入。
  - 中国人民解放军海军医学高等专科学校：1960年5月16日，中央军委决定利用江苏连云港海军中国人民解放军第四一五医院的现有条件成立中国人民解放军海军卫生学校。此后先后迁址青岛、广州、河北、南京，并先后更名为中国人民解放军海军军医学校、中国人民解放军海军医学专科学校、中国人民解放军南京医学高等专科学校、中国人民解放军海军医学高等专科学校。1999年5月10日，转隶总后勤部下属的第二军医大学，正式更名为中国人民解放军第二军医大学南京军医学院[3]。
- 2016年，在深化国防和军队改革中，由中国人民解放军总后勤部转隶中央军事委员会训练管理部。[4]

海军医学研究所
- 1954年12月27日，中国人民解放军海军医学研究所在北京成立。1959年4月迁至上海。是中华人民共和国国内唯一从事海军军事医学研究的综合型专业科研机构，主要任务是研究解决由于中国人民解放军海军舰艇活动海域扩大、潜水深度增加、武器装备更新及引进装备而带来的人体医学、作业工效、防护装备、后勤保障问题。截至2014年，该所共完成1500余项科研课题的研究，1978年至2014年取得获奖成果514项，其中国家科技进步奖27项，军队（省、部级）科技进步一、二等奖90项，获专利48项。“潜水医学及其在军事上应用研究”获国家科技进步一等奖；“海上医疗救护技术与系列装备研究”、“2007－200船载医疗系统”分获军队科技进步一等奖。周恩来、江泽民曾到该所视察，中共中央总书记、中央军委主席江泽民为该所题词“向深潜进军，从海洋取宝”。2008年，中共中央政治局委员、中共上海市委书记俞正声到该所视察[5]。

海军军医大学
- 2017年，在深化国防和军队改革中，第二军医大学与海军医学研究所合并调整组建为中国人民解放军海军军医大学[6][7]。同时保留中国人民解放军第二军医大学名称[8]。

## 历任领导
| 校长 1. 崔义田（1949年8月5日—1950年10月27日，华东军区人民医学院院长；1950年10月27日—1951年7月9日，上海军医大学校长；1951年7月9日—1953年4月24日，第二军医大学校长） 2. 吴之理（1954年7月19日—1959年2月19日） 3. 桂绍忠 大校（1959年2月19日—1966年3月3日） 4. 李其华（1966年3月3日—？） 5. 蔡云璞（1969年7月—1969年11月，第二军医大学革命委员会主任） 6. 阮汉清（1969年11月—1970年，第二军医大学革命委员会主任） 7. 宋峰（1970年7月29日—1971年11月5日经总后勤部党委决定宣布停职审查） 8. 粟亚（1972年6月—1978年） 9. 向 进（1978年1月27日—1983年12月） 10. 王冠良（1983年12月9日—1988年8月） 11. 卢乃禾 少将（1988年8月5日—1992年8月） 12. 陆增祺 少将（1992年8月—1994年2月） 13. 王庆舜 少将（1994年2月—1998年1月） 14. 李家顺 少将（1998年1月—2004年6月） 15. 肖振忠 少将（2004年6月—2006年8月） 16. 张雁灵 少将（2006年8月—2008年8月） 17. 刘振全 少将（2008年12月—2012年7月） 18. 孙颖浩 少将（2012年7月—2019年） 19. 刘军 少将（2019年—） 副校长 - 李振湘（1949年9月—1953年2月，兼任） - 向进（1950年10月—1954年7月；？—1978年1月） - 曹国平（1952年6月—1953年12月） - 桂绍忠（1953年—1959年2月） - 应元岳（1957年3月—1987年9月） - 赵安泰（1960年9月—1971年7月） - 詹彪（1971年7月—1979年6月） - 张良德（1975年9月—1983年12月） - 刘凯夫（1979年1月—1980年10月） - 陈耀汉（1979年1月—1983年12月） - 李宝实（1979年4月—1987年1月） - 屠开元（1979年4月—1987年9月） - 韩光（1980年10月—1982年8月） - 霍新庆（1981年6月—1988年8月） - 吴孟超（1986年9月—1994年6月） - 张文康（1983年12月—1990年6月） - 姜志中（1992年2月—1992年8月） - 叶文正（1992年8月—1994年8月） - 郭旭恒（1993年5月—2000年8月） - 傅继梁（1994年6月—1998年1月） - 马振邦（1994年8月—1995年8月） - 吴灿（1998年1月—2002年2月） - 肖振忠（1998年1月—2004年6月） - 李曙光（2000年2月—2005年11月） - 黄伟灿（2002年2月—？） - 刘振全（2002年10月—2008年12月） - 曹雪涛（2004年5月—2010年8月） - 徐庆吉（2008年12月—？） - 王延军 大校（？—？） - 刘斌 大校（2014年—） | 政治委员 1. 张碧（1952年6月—1953年10月21日） 2. 程坤源 大校（1955年12月7日—1964年3月） 3. 谢仁安 大校（1964年3月27日—？） 4. 阮汉清（1970年7月29日—1975年7月） 5. 韩克宁（1975年7月17日—1983年12月） 6. 吕寿延 少将（1983年12月9日—1990年2月） 7. 宋哲存 少将（1990年6月30日—1992年8月） 8. 傅翠和 少将（1992年8月—2000年8月） 9. 郭旭恒 少将（2000年8月—2003年11月） 10. 曹国庆 少将（2004年6月—2010年8月） 11. 陈锦华（2010年8月—2015年9月） 12. 朱明哲 少将（2015年9月—） 13. 焦占锋 少将 副政治委员 - 郝香斋（1950年8月—1952年6月） - 孙超（1953年3月—1960年3月） - 谢仁安（1962年—1964年3月） - 肖进前（1964年5月—1978年1月） - 李尚武（1975年9月—1978年6月） - 沈云康（1978年1月—1979年4月） - 方震（1978年5月—1980年12月） - 许高群（1979年4月—1983年12月） - 曹础（1981年1月—1983年12月） - 许永淮（1999年6月—2002年1月） - 马树新（2001年10月—？） - 刘如光（？—2008年） - 王建仁 大校（2008年—2014年） 顾问 - 余树棠（1977年10月—1978年5月） - 方震（？—？） - 谢仁安（1978年—1983年） - 黄鸣驹（1979年4月—1980年8月） - 刘琨如（1979年5月—1982年8月） - 丁力（1983年12月—1985年4月） - 向进（1983年11月—1985年5月） |

## 专业设置
1997年，第二军医大学成为国家“211工程”重点建设院校。此后先后通过了国家“211工程”三期、军队“2110工程”二期、总后勤部“530工程”一期验收。
该校进行本科教育、研究生教育、任职教育、留学生教育，专业分为两大类：
（一）生长军官学员招收专业
- 临床医学八年制专业
- 中医学八年制专业
- 临床医学五年制本科专业
- 麻醉学五年制本科专业
- 精神医学五年制本科专业
- 医学影像学五年制本科专业
- 预防医学五年制本科专业
- 公共事业管理四年制本科专业
- 护理学四年制本科专业

（二）无军籍地方生招收专业
- 临床医学八年制专业
- 临床医学五年制本科专业
- 麻醉学五年制本科专业
- 医学影像学五年制本科专业
- 中医学五年制专业
- 药学四年制本科专业
- 中药学四年制本科专业
- 生物技术四年制本科专业
- 护理学四年制本科专业

## 附属医院

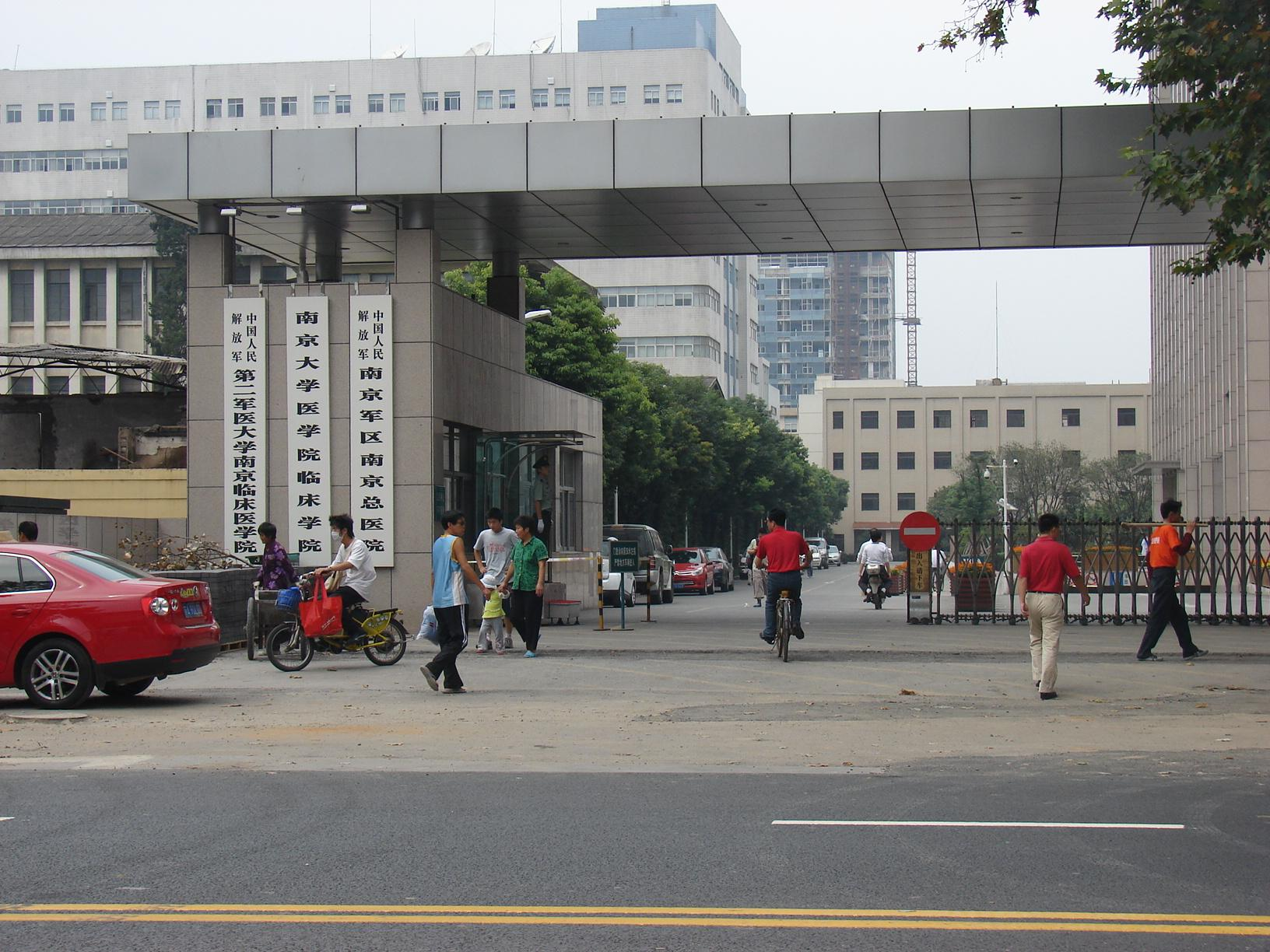
原中国人民解放军第二军医大学南京临床医学院正门

- 上海长海医院（中国人民解放军海军军医大学第一附属医院）
- 上海长征医院（中国人民解放军海军军医大学第二附属医院）
- 东方肝胆外科医院（中国人民解放军海军军医大学第三附属医院）

另外，海军军医大学设有临床医学院：
- 中国人民解放军海军军医大学南京临床医学院：原名中国人民解放军第二军医大学南京临床医学院，即中国人民解放军东部战区总医院（2016年前原名中国人民解放军南京军区南京总医院），位于江苏省南京市中山东路305号。